# ایستگاه متروی حرم مطهر امام خمینی
ایستگاه متروی حرم مطهر امام خمینی یکی از ایستگاه‌های خط ۱ متروی تهران است که در ضلع شرقی آرامگاه سید روح الله خمینی واقع شده‌است.
نام این ایستگاه پیشتر حرم مطهر بود.

## مشخصات
ایستگاه مترو حرم مطهر امام خمینی که در منطقه بهشت زهرا، بلوار ولایت واقع شده است، در ۱۲ خردادماه ۱۳۸۲ افتتاح شد.
این ایستگاه با مساحت سرپوشیده ۲۷۰۰ مترمربع و فضای باز ۴۰۷۰ مترمربع، در خط یک متروی تهران (تجریش - کهریزک) قرار دارد و از جمله ایستگاه‌های مهم این خط محسوب می‌شود. ایستگاه حرم مطهر امام خمینی(ره) هم‌اکنون دارای دو ورودی، چهار دستگاه پله‌برقی، چهار آسانسور و شش گیت ورودی است و روزانه پذیرای ۶ هزار مسافر از شنبه تا چهارشنبه و ۱۰ هزار مسافر در روزهای پنج‌شنبه و جمعه می‌باشد.
همچنین سکوی غربی این ایستگاه (به سمت کهریزک) و سکوی شرقی (به سمت تجریش) برای تردد افراد دارای ویلچر تا سطح خیابان مناسب‌سازی شده است. از جمله مراکز مهم در نزدیکی این ایستگاه می‌توان به دانشگاه شاهد، دانشگاه آزاد اسلامی و موزه شهدای بهشت زهرا اشاره کرد.
این ایستگاه به‌عنوان یکی از نقاط مهم دسترسی زائران و مراجعان به بهشت زهرا و حرم امام خمینی، نقش بسزایی در تسهیل تردد شهروندان ایفا می‌کند.

## نگارخانه

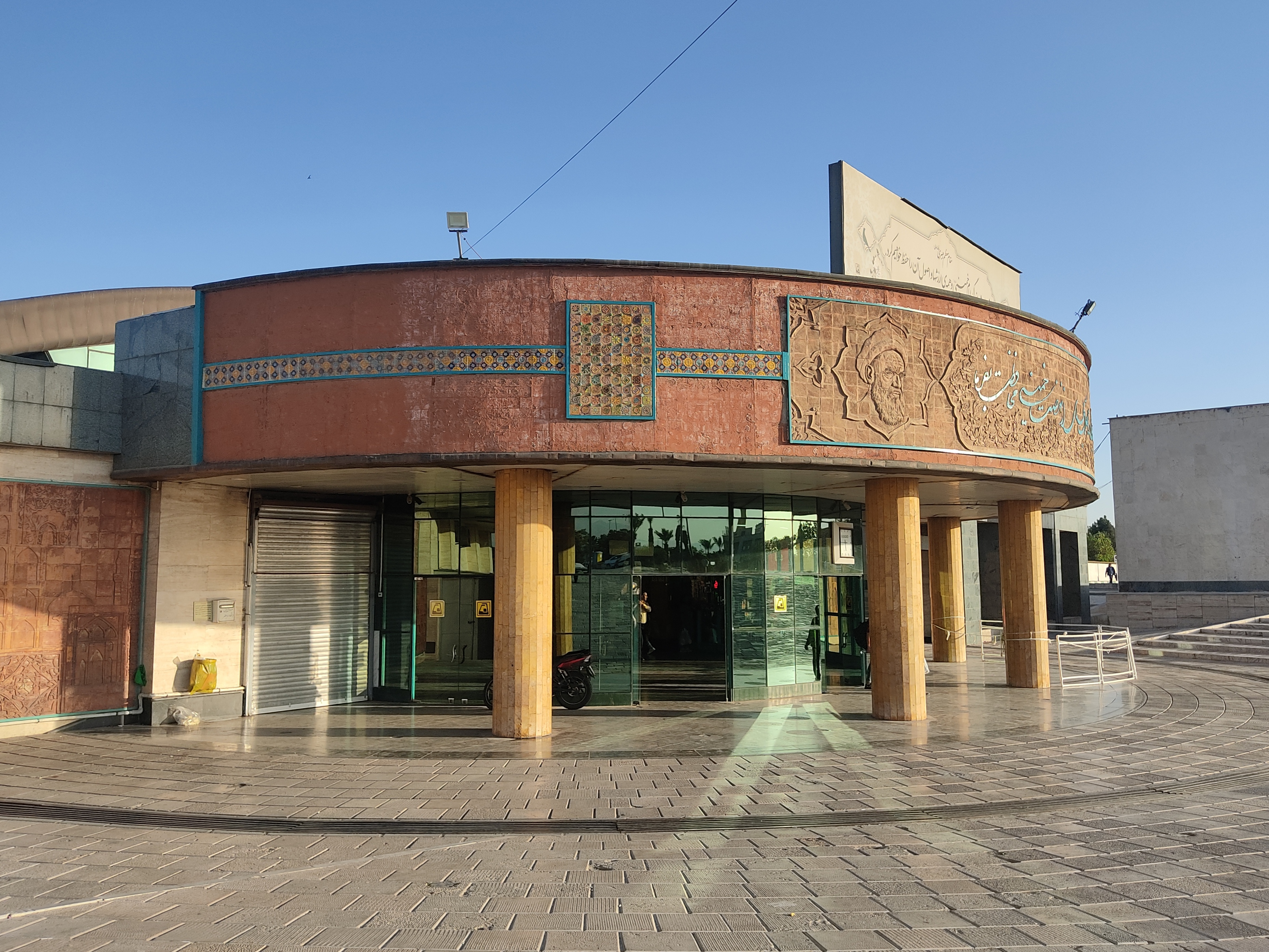
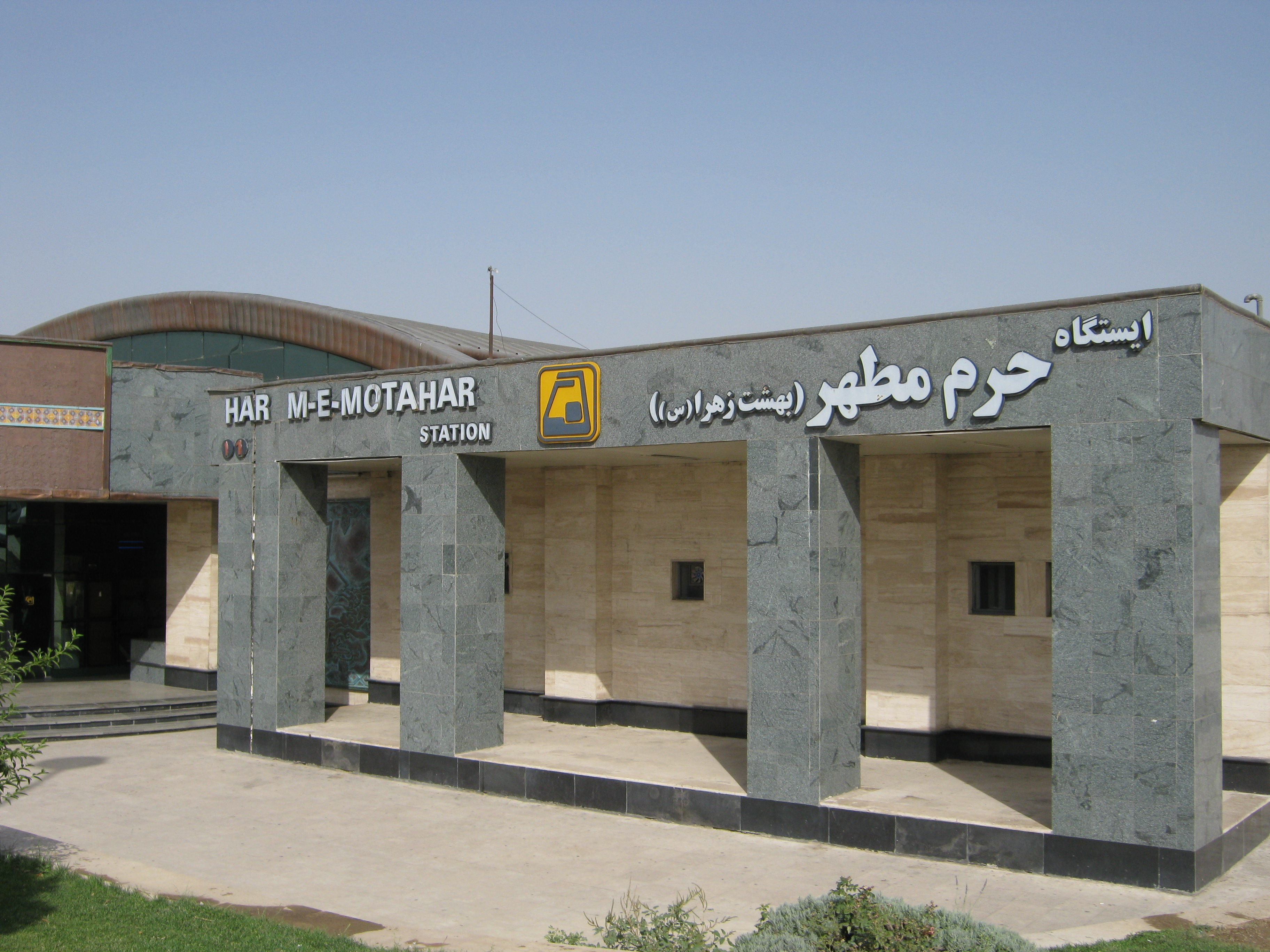
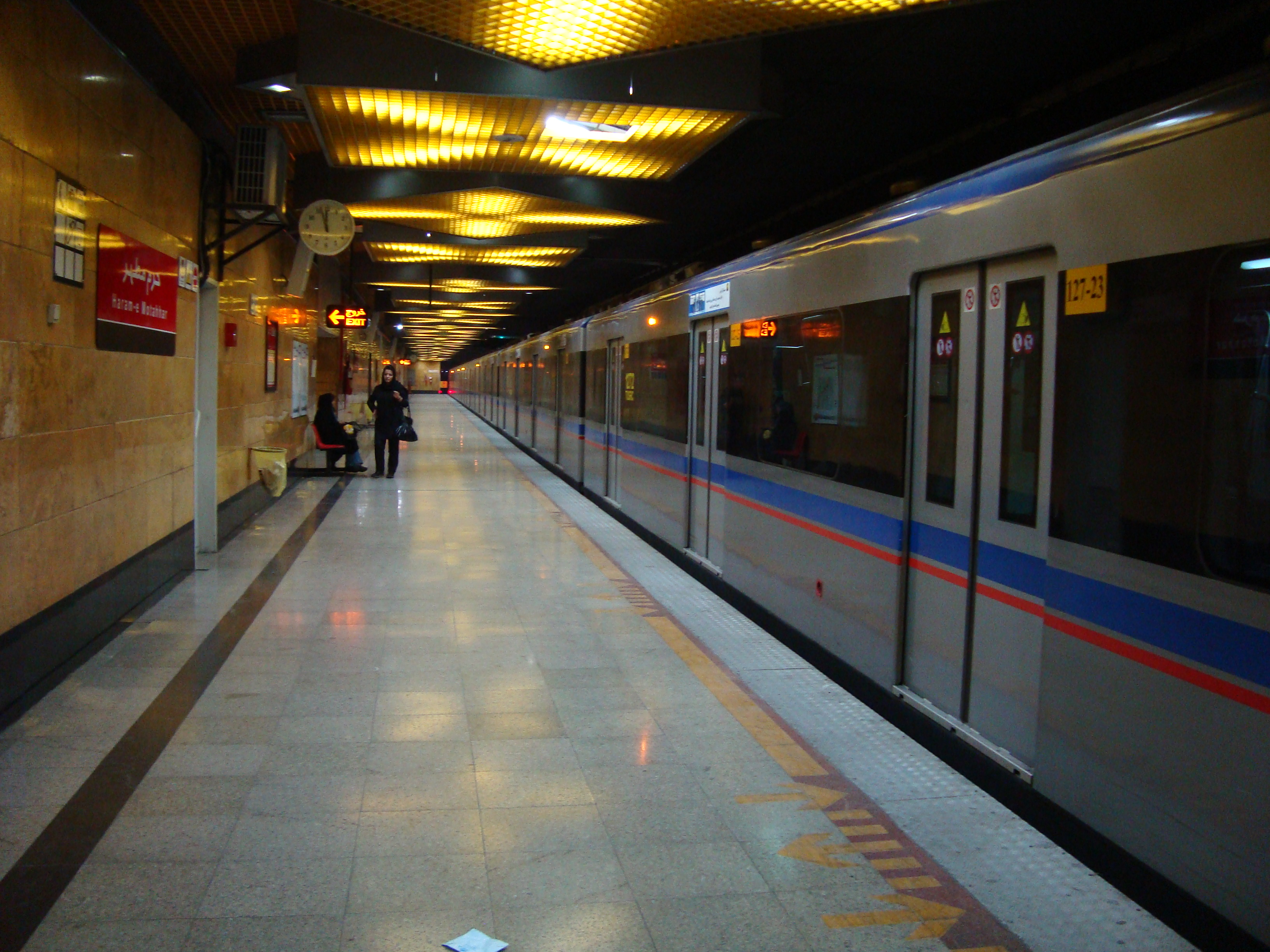
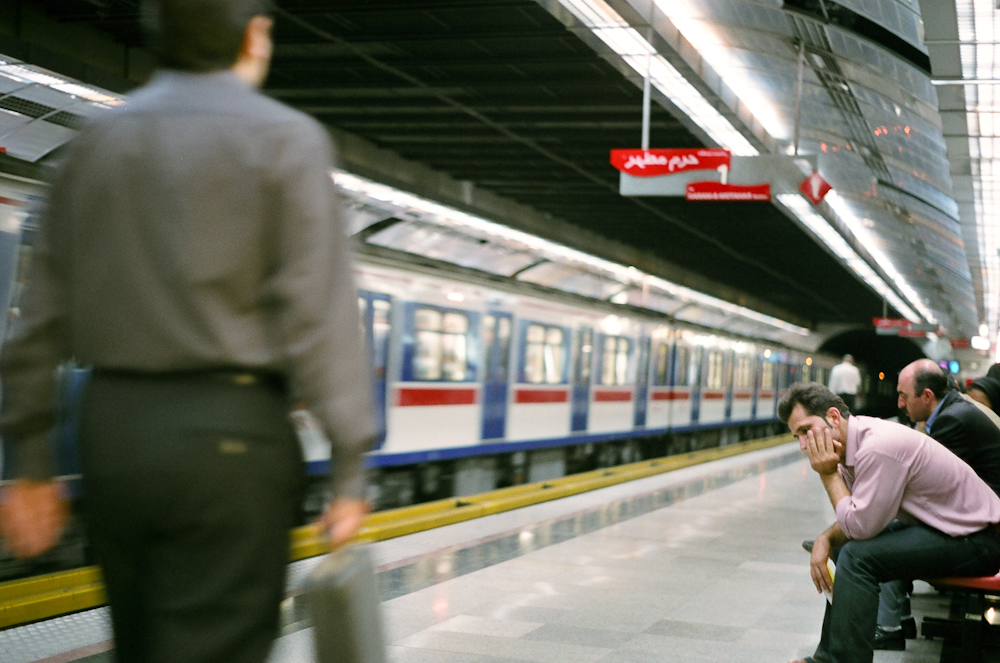

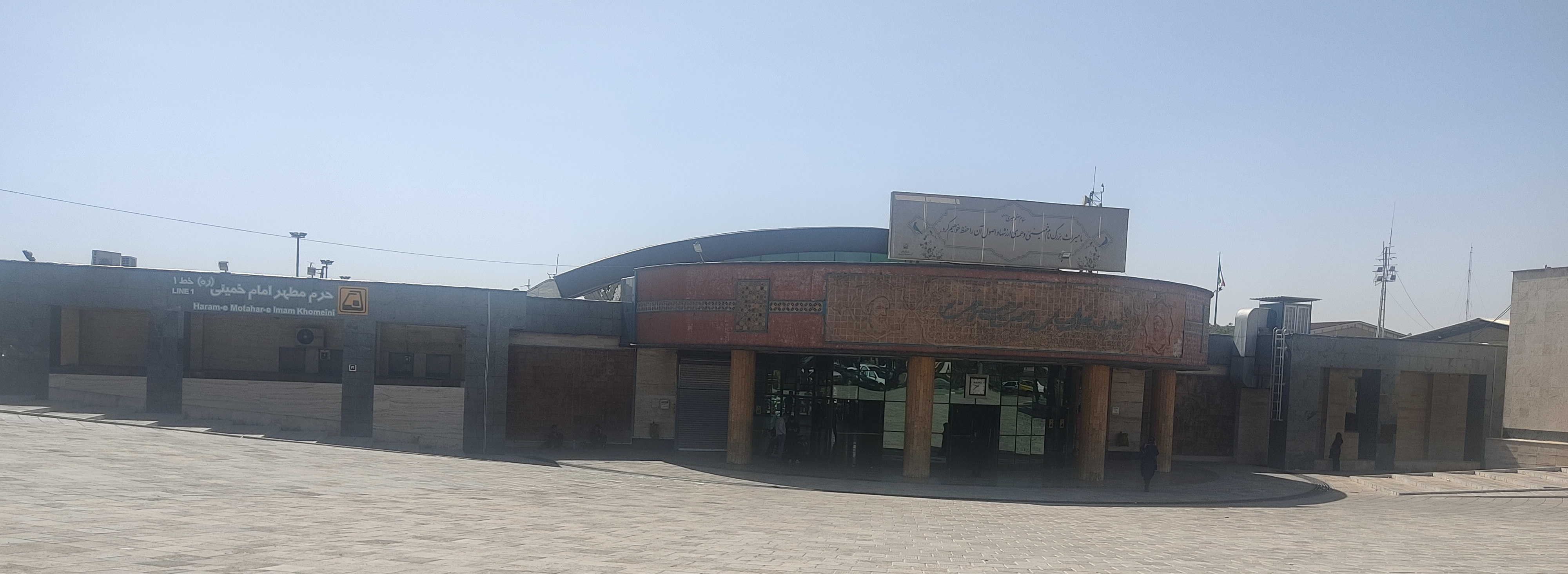
نمایی کلی از ورودی ایستگاه متروی حرم امام